# さいたま新都心バスターミナル

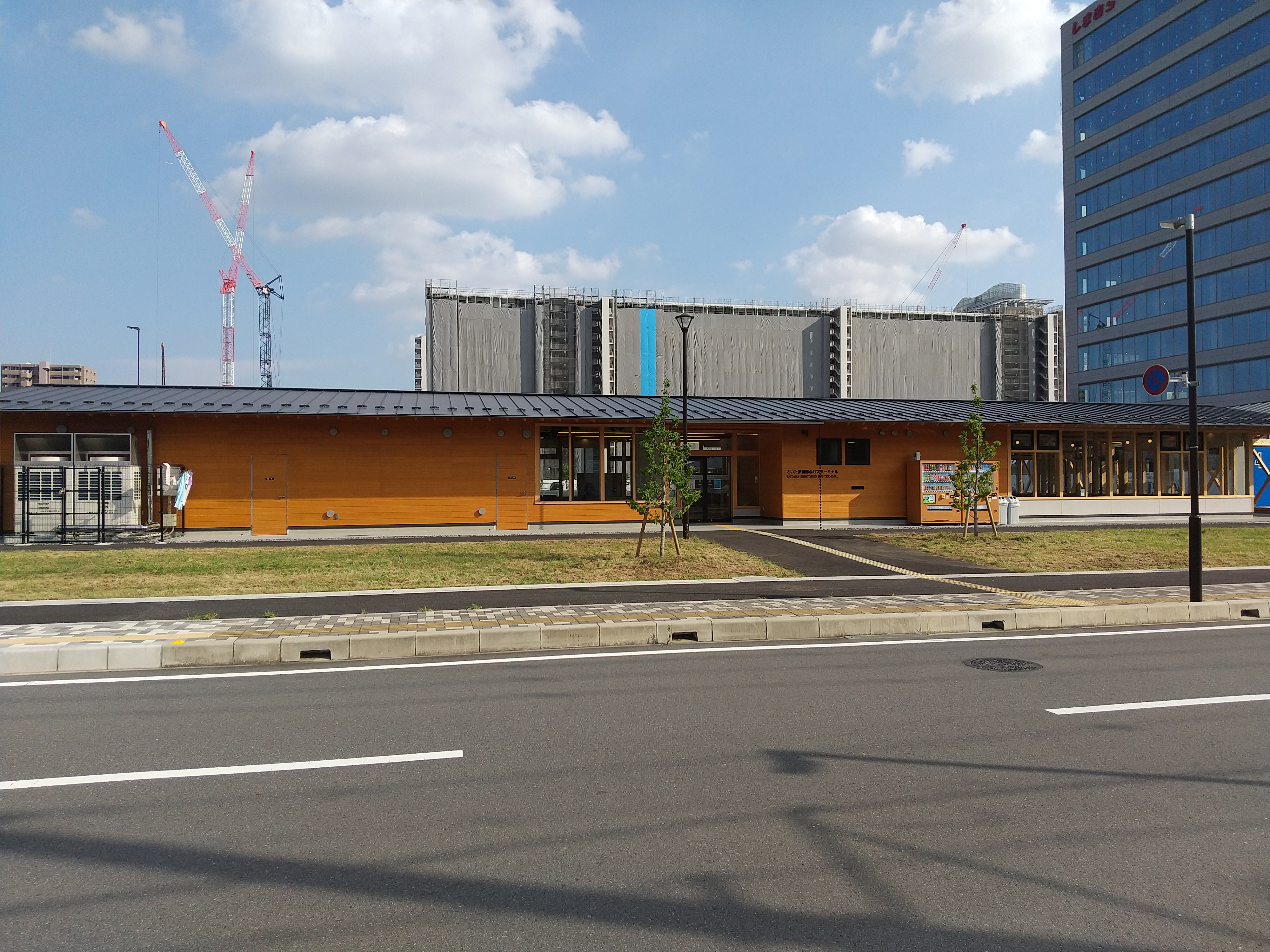
さいたま新都心バスターミナル

さいたま新都心バスターミナル（さいたましんとしんバスターミナル）は、埼玉県さいたま市大宮区北袋町一丁目にあるバスターミナルである。
さいたま新都心東側地区の南側（北袋町1丁目地区）に位置し、かつて存在した三菱マテリアル総合研究所の跡地の一部にあたる。

## 所在地
さいたま市大宮区北袋町一丁目603番地1

### アクセス
- 東日本旅客鉄道（JR東日本）さいたま新都心駅から徒歩約7分。
- 東武バスウエスト「新都心バスターミナル前」バス停下車
  - 新都21：さいたま新都心駅東口 - 道祖土二丁目 - さいたま市立病院
  - 新都22：さいたま新都心駅東口 - 山崎 - 東新井団地
  - 大都23：大宮駅東口 - さいたま新都心駅東口 - 道祖土二丁目 - さいたま市立病院

## 乗入れ路線
2020年（令和2年）6月時点
- 成田国際空港行
  - ONライナー号（国際興業バス・京成バス・西武バス・千葉交通・東武バス）
- 岩手県・青森県方面
  - MEX青森（岩手県北自動車）
  - MEX盛岡・宮古（岩手県北自動車）
- 名古屋市方面
  - ミルキーウェイエクスプレス（さくら観光バス）
- 三重県・和歌山県方面
  - 南紀勝浦線（西武観光バス/三重交通）
  - 南紀白浜線ホワイトビーチシャトル号（西武観光バス/明光バス）
  - 鳥羽線（伊勢・鳥羽・磯部）	（西武観光バス/三重交通）
- 京阪神方面
  - VIPライナー（平成エンタープライズ）
  - ユタカライナー（ユタカ交通）
  - ミルキーウェイエクスプレス（難波・天王寺）（さくら観光バス）
  - ブルーライナー（大阪・神戸市）（広栄交通バス）
  - 東京特急ニュースター号（大阪）（大阪バス・東京バス）
  - サテライト号（京都・大阪）（近鉄バス）

## 施設
- 高速バスターミナル（営業時間05:00 - 24:00）
  - ターミナル建屋は木造平屋で、敷地北側に面している。管理・案内職員が常駐するが、乗車券の販売は行わず、利用者は事前に用意する必要がある。
  - 建屋内の設備は、電源コンセントと市の無料Wi-Fiを利用できる待合室、トイレ（オストメイト対応の多機能トイレあり。女性用にはパウダールームあり、授乳室はない）、飲み物の自動販売機、公衆電話、市の観光パンフレットコーナーである。食品や雑貨の販売はないので、事前購入が必要。出発便や運行情報は待合室のモニターで確認できる。
  - バスプラットホームは建屋西側に4台分あり、路面に出発バス待機場も4台分ある。ホームには屋根とベンチはあるが、壁はほとんどない。車両は北側道路から入り、西側道路から出る。
  - 建屋の東側は屋根付きのタクシー乗り場および身体障害者向けの一般車乗降エリアである。タクシープール併設の小型ロータリーであり、東側道路より出入りする。
  - ターミナル建屋の南側は芝生の自由広場とされており、喫煙所もこちらにある（屋内にはない）。
- 一般車駐車場・バス駐車場（24時間利用可能）
  - ターミナル施設の南側にバス駐車場、更に南に一般車駐車場がある。
  - バス駐車場は15台分で事前予約制。西側道路から入り、東側道路へ出る。一般車駐車場は56台（車イス用2台）分で予約不要。東側道路から出入りする。

## 周辺
- さいたま新都心
- さいたま新都心駅
  - さいたまスーパーアリーナは駅の反対側にあり、ターミナルからは徒歩10分 - 15分かかる。
- コクーンシティ
  - 施設のうち「コクーン1」はバスターミナルと駅を結ぶ位置にあり、スーパーマーケットやレストラン街、映画館がある。
- さいたま新都心公園
  - バスターミナルに隣接しており、こちらにもトイレがある。また、近隣の市営駐輪場にもトイレがある。
- 造幣局さいたま支局・造幣さいたま博物館
- 三菱マテリアルさいたま総合事務所
- さいたま新都心ファッションモール・しまむら本社
- 大宮警察署

## 歴史
埼玉県最大の駅である大宮駅周辺は、長距離バスが多数乗り入れているものの、停留所が点在してわかりづらく、バス車両による路上の占有や、利用者による歩道の混雑が問題になっていた。さいたま市はこれらを解消するとともに、2020年に予定されていた2020年東京オリンピックの会場間輸送拠点として、バスターミナルを建設することとした。
- 2018年（平成30年）2月 - さいたま市が補正予算にて、バスターミナル用地として1.5ヘクタールを都市再生機構から約57億5,000万円で取得[1]。
- 2019年（令和元年）10月1日 - 観光バス駐車場を供用開始[2]。
- 2020年（令和2年）
  - 6月1日 - ターミナル施設と一般車駐車場の供用開始[3]（新型コロナウイルスの流行により、乗り入れ予定のバスがほとんど運休する中での開業だった）。
  - 9月7日 - 東武バスウエスト「新都心バスターミナル前」バス停新設[4]。

## 将来の再整備と市役所移転
今回開設した施設は仮設の位置付けであり、当初は本設の施設を建設する事を検討していた。
一方で、用地は将来のさいたま市役所本庁舎の移転候補地（さいたま新都心駅から半径800 m以内で選定された3カ所の候補地の一つ）とされていたが、2021年2月、市長の清水勇人は「（さいたま市設置から30周年となる）2031年を目処に当地への移転を目指す」ことを表明した。建設されることが決定した場合、本庁舎を民間施設も入居する官民複合ビルとして検討しており、バスターミナルの機能はそのまま残し、さいたま新都心駅とも歩行者デッキで接続する方針としていた。
その後、2024年3月に策定された「さいたま市新庁舎整備等基本計画」で、バスターミナルに関しては「取り巻く環境の変化を踏まえ、庁舎等との一体的な整備を行わない」としたため、当施設の本設化は事実上の断念となり当施設は廃止となることが明らかとなった。そのため、当施設の代替策については「さいたま新都心駅の東西の交通広場（ロータリー）にその機能を確保するための検討を行う」事となった。これは、大宮駅に大型バスターミナル・「バスタ大宮（仮称）」の設置構想が進められており、そちらも完成した場合は施設が過剰化する事が懸念されたためである。
2022年4月22日の定例市長会見でさいたま市議会に対し、同年4月28日に「令和4年さいたま市議会4月臨時会」を招集すること、および市役所本庁舎移転に関する条例の改正案を「市長提出議案」として上程することが発表された。
なお、本議案は出席議員の3分の2以上の賛成を要する特別多数議決により、日付をまたいだ2022年4月29日未明に要件を満たす賛成多数を得て可決された。したがって、当バスターミナルに併接する形（後に中止）でさいたま市役所本庁舎の新築移転が決定すると共に、合併時に旧3市間で取り交わされた「合併協定書」の内容が、20年以上の時を経てようやく具体化されることとなった。